# پرتوریا
پرتوریا پایتخت اجرائی و اداری کشور آفریقای جنوبی است و در استان گائوتنگ قرار دارد.
شهر پرتوریا در سال ۱۸۵۵ به وسیله شخصی به نام پرتوریوس ساخته شد و به نام او پرتوریا نام گرفت.
شهر پرتوریا به دلیل مبارزات ضد آپارتاید  در دهه‌های ۷۰ و ۸۰ میلادی و همچنین  فرار ۳ زندانی سیاسی سفیدپوست   از زندان این شهر در سال ۱۹۷۹ میلادی بر سر زبانها بود. 

## شهرهای خواهر
- بیت لحم، فلسطین
- ژوهانسبورگ، آفریقای جنوبی
- واشینگتن دی سی، ایالات متحده آمریکا
- تایپه، تایوان
- تهران، ایران
- باکو، آذربایجان
- امان، اردن
- دلفت، هلند

## نگارخانه

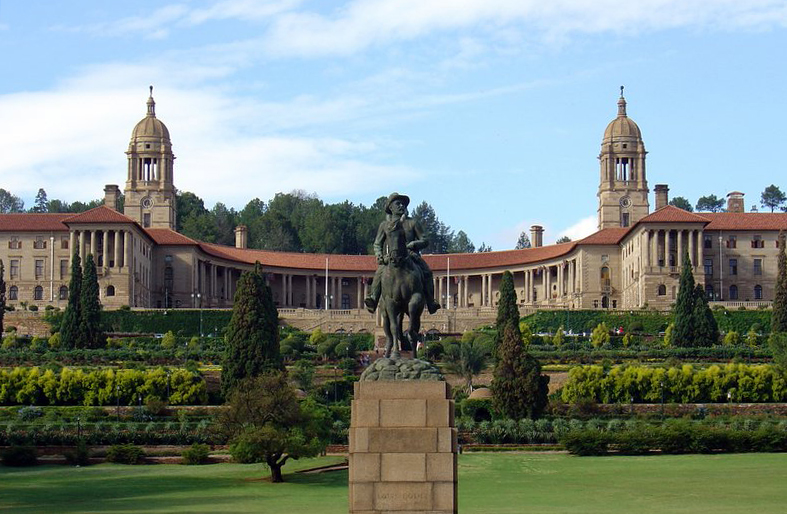
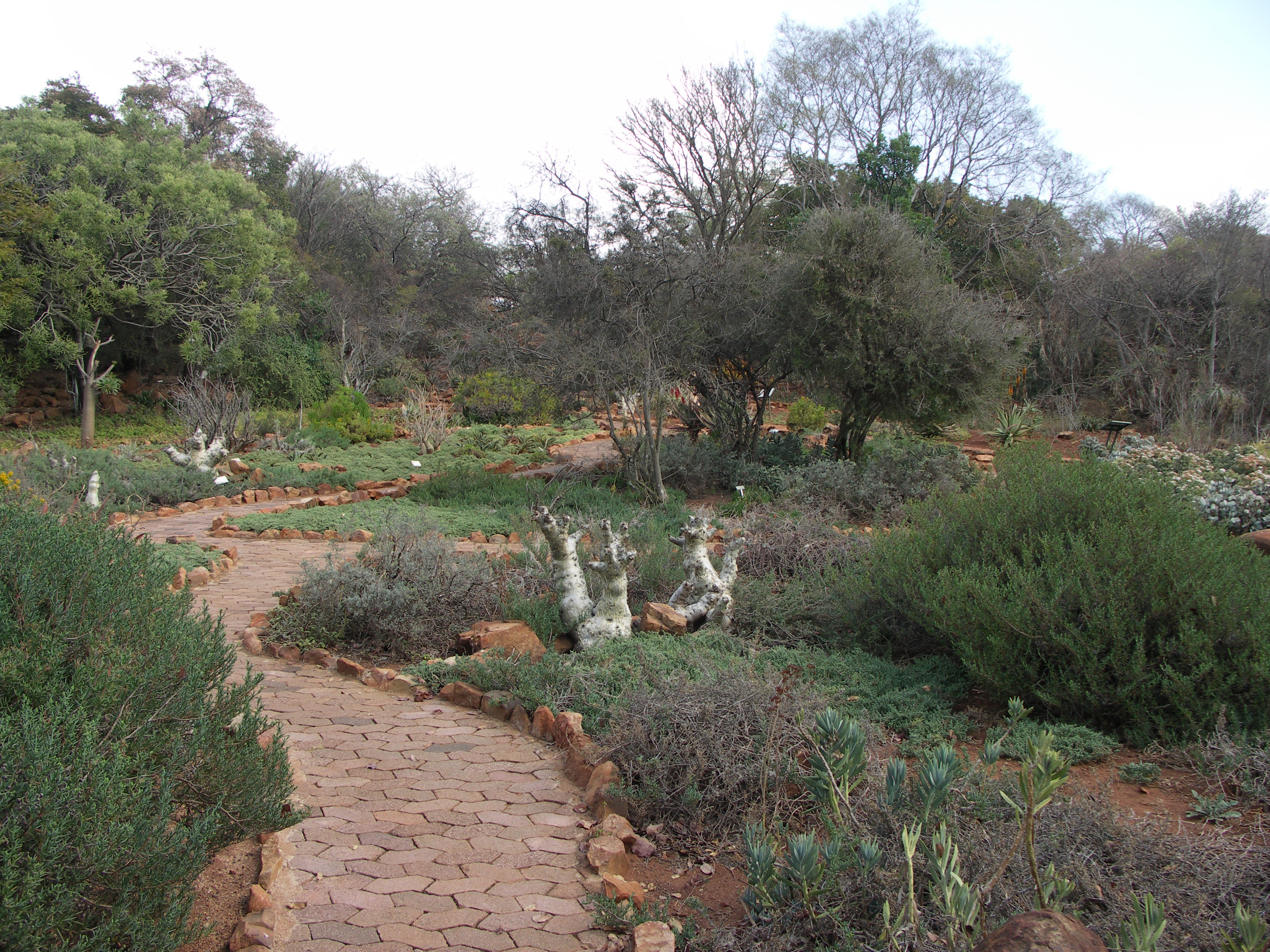